# 新葉霍里夫卡 (庫皮揚斯克區)
49°50′30″N 37°58′35″E / 49.84167°N 37.97639°E
新葉霍里夫卡（羅馬化：Novoiehorivka）是位於烏克蘭東部哈爾科夫州庫皮揚斯克區德沃里奇纳市镇的村莊。該村始建於1900年，面積0.73平方公里，海拔高度150米，2001年人口535，人口密度每平方公里735.9人。